# ایوان ریبار
ایوان ریبار (انگلیسی: Ivan Ribar؛ زاده ۲۱ ژانویهٔ ۱۸۸۱ – درگذشته ۲ فوریهٔ ۱۹۶۸) سیاستمدار اهل کرواسی بود. او از ۲۹ دسامبر ۱۹۴۵ تا ۱۴ ژانویه ۱۹۵۳ اولین رئیس‌جمهور یوگسلاوی بود.
ایوان ریبار در ۲ فوریه ۱۹۶۸، در سن ۸۷ سالگی درگذشت.